# Scott County, Virginia
Scott County är ett administrativt område i delstaten Virginia, USA, med 23 177 invånare. Den administrativa huvudorten (county seat) är Gate City.

## Geografi
Enligt United States Census Bureau så har countyt en total area på 1 395 km². 1 390 km² av den arean är land och 5 km² är vatten.  

### Angränsande countyn
- Wise County - norr
- Russell County - nordost
- Washington County - öster
- Sullivan County, Tennessee - sydost
- Tennessee - söder
- Hancock County, Tennessee - sydväst
- Lee County - väster